# 2075
Năm 2075. Trong lịch Gregory, nó sẽ là năm thứ 2075 của Công nguyên hay của Anno Domini; năm thứ 75 của thiên niên kỷ thứ 3 và của thế kỷ 21; và năm thứ sáu của thập niên 2060.